# Тасоткель (Тасоткельський сільський округ)
Тасотке́ль (каз. Тасөткел) — село у складі Шуського району Жамбильської області Казахстану. Адміністративний центр Тасоткельського сільського округу.
У радянські часи село називалось Отділення Тасоткель.
Населення — 628 осіб (2021; 530 у 2009, 875 у 1999, 1287 у 1989).